# Omphalotrigonotis vaginata
Omphalotrigonotis vaginata là loài thực vật có hoa trong họ Mồ hôi. Loài này được Y.Y. Fang mô tả khoa học đầu tiên năm 1987.